# 莫尔莱
莫尔莱（法語：Morlaix，法語發音：[mɔʁlɛ] ⓘ），法国西北部城市，布列塔尼大区菲尼斯泰尔省的一个市镇，同时也是该省的一个副省会，下辖莫尔莱区，其市镇面积为24.8平方公里，2022年1月1日时人口数量为15,220人，是该省人口第五多的市镇，在法国城市中排名第662位。
莫尔莱位于菲尼斯泰尔省东北部，是一个区域性的中心城市和交通枢纽，因当地的高架桥而闻名。

## 地名来源
“莫尔莱”一名的来源有多种说法，法国历史学家阿梅尔·德·维姆认为其名称来源于短语，意为“如果他们咬你，（你也）咬回来”，出自于16世纪英格兰军队入侵此地时当地居民的反抗，其中“他们”指英格兰侵略军，而“咬回来”后逐渐衍变成为。亦有学者认为“莫尔莱”一名的拉丁语形式在中世纪就已经出现，其字面含义为“割裂峡谷的山”，可能与当地的自然地理景观有关。

## 历史

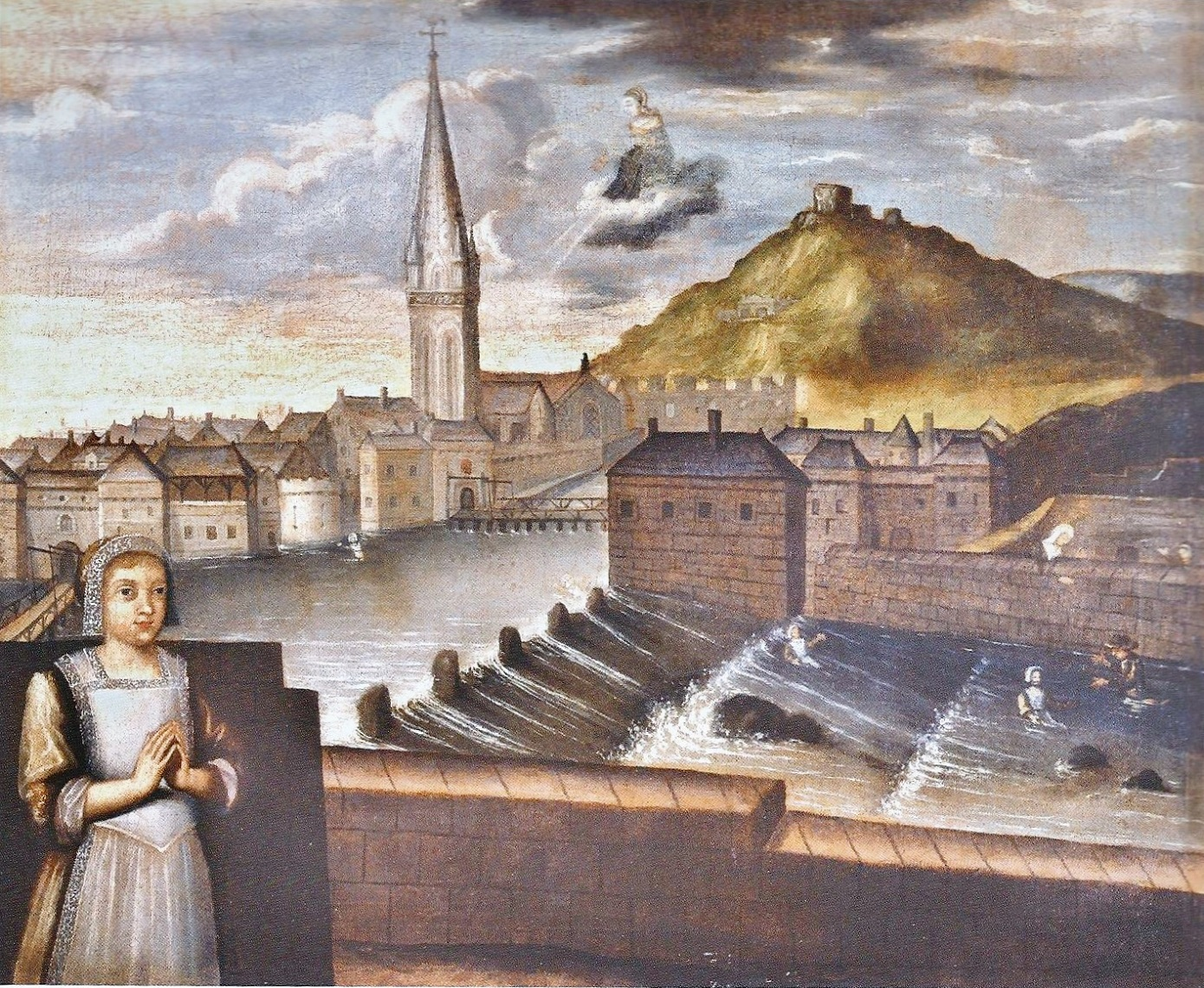
16世纪的莫尔莱

莫尔莱在罗马时期形成村镇，而建城史则起于中世纪中期。莱昂庄园主于公元1000年左右在此修建了城堡，12世纪时，庄园主与布列塔尼公爵多次争夺莫尔莱，1187年，在亨利二世的协助下，布列塔尼获得了莫尔莱的执政权。13世纪初，莫尔莱多次受到英格兰军队的入侵，当地建成了坚固的防御工事。1342年，法兰西军队与英格兰军队在此展开了莫尔莱战役，后英格兰在这一地区的势力基本被剿灭。文艺复兴时期，当地出现了多处新式建筑。17世纪末期，莫尔莱曾成为印花税暴乱的重要爆发地。法国大革命后，莫尔莱成为菲尼斯泰尔省的一个副省会。途径莫尔莱的巴黎－布雷斯特铁路于1873年建成，其横跨莫尔莱上方的高架桥成为了当地的重要建筑景观。20世纪初，当地出现了多个工业部门，包括莫尔莱烟草手工厂，同时形成了商业集市，人口数量得到一定的增加。第二次世界大战末期，为切断布雷斯特港的物资供给，联军曾炸毁了莫尔莱附近的铁路设施。1960年，普卢让整体并入莫尔莱市镇范围。

## 地理

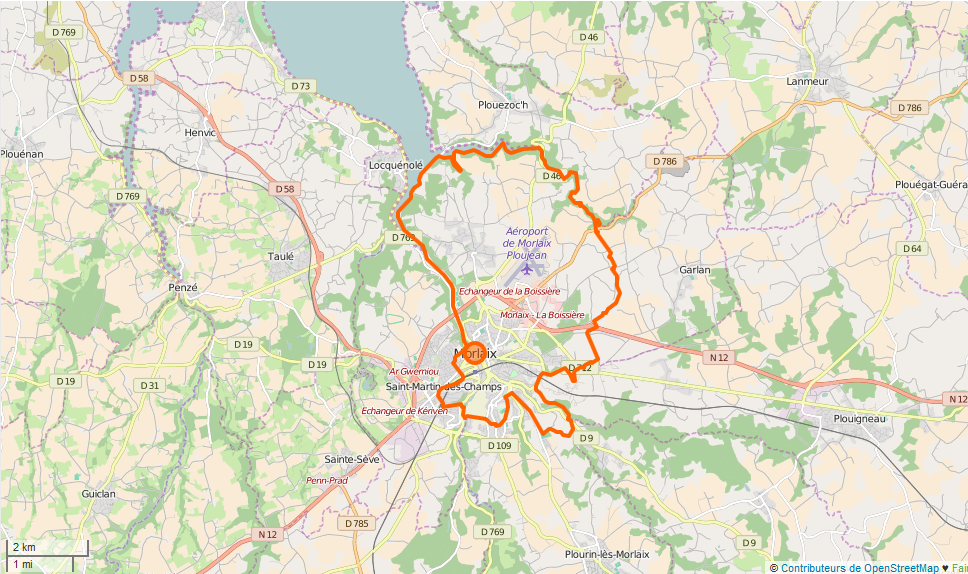
莫尔莱市镇范围

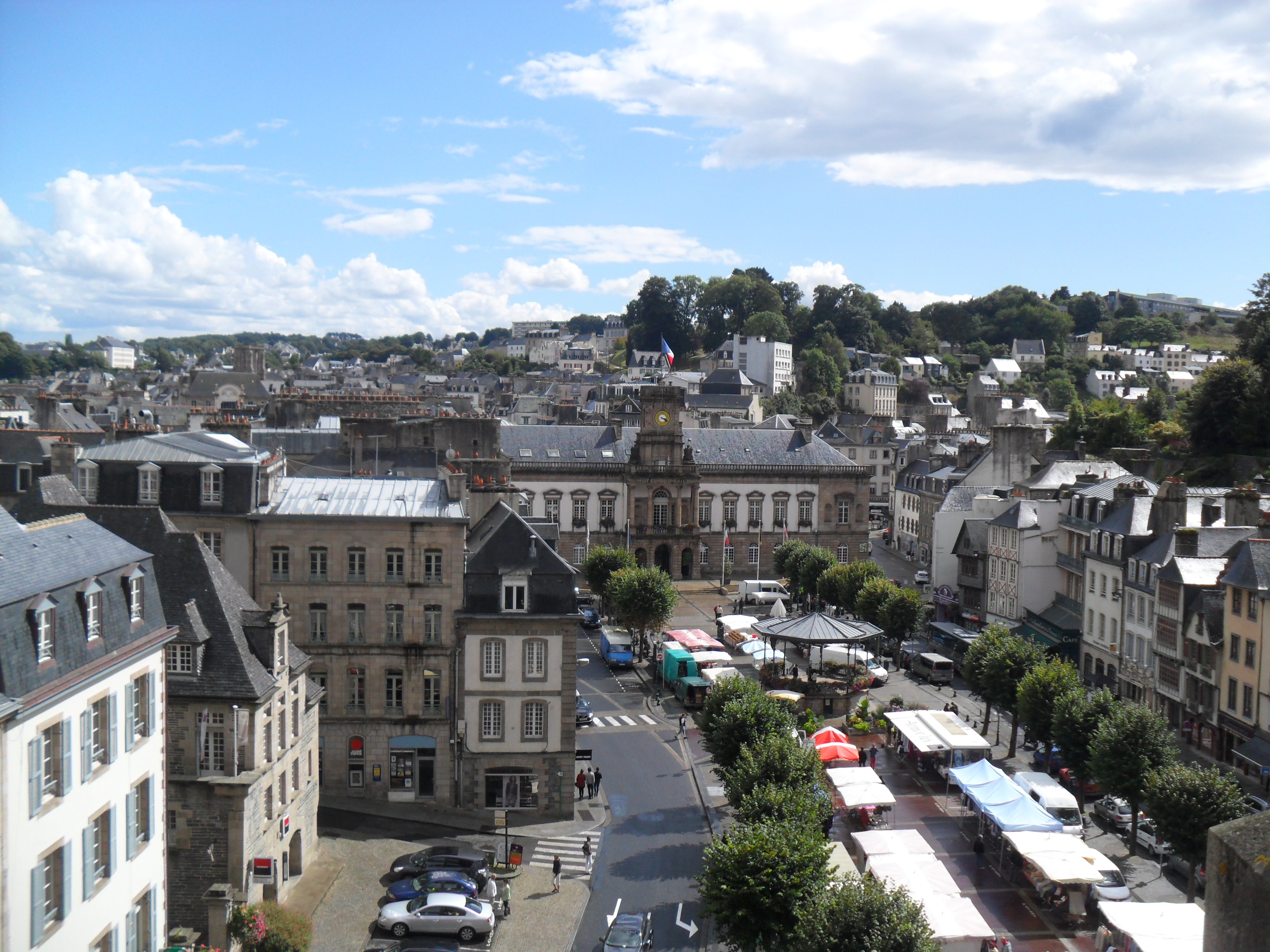
从莫尔莱高架桥上眺望莫尔莱市区

莫尔莱位于法国西部部，布列塔尼大区西北部和菲尼斯泰尔省的东北部，距离省会坎佩尔大约81公里。与莫尔莱接壤的市镇包括：普卢埃佐克、加尔朗、普卢贡旺、普卢兰莱莫尔莱、圣马丹德尚、普卢伊尼欧。

### 地形
莫尔莱位于布列塔尼半岛西北部，阿摩里卡丘陵西北部山麓地带，境内以丘陵为主，市区位于一处河谷之中，全境海拔在0到104米之间。

### 水文
雅尔洛河和克弗勒河两条小溪自阿摩里卡丘陵流出，在莫尔莱市区交汇并形成莫尔莱河，向北汇入莫尔莱湾（Golf de Morlaix）。

### 植被
莫尔莱属于温带落叶林区，林地广泛分布于境内的坡地上以及河流两岸。

### 气候
莫尔莱在柯本气候分类法中属于较为典型的温带海洋性气候，因其地处背风坡，易形成积雨云，降水天数较多但总量不高，且日照时数较低。
距离莫尔莱最近的气象站位于朗迪维肖，以下为该气象站的数据：
| 莫尔莱1981年－2019年 | 莫尔莱1981年－2019年 | 莫尔莱1981年－2019年 | 莫尔莱1981年－2019年 | 莫尔莱1981年－2019年 | 莫尔莱1981年－2019年 | 莫尔莱1981年－2019年 | 莫尔莱1981年－2019年 | 莫尔莱1981年－2019年 | 莫尔莱1981年－2019年 | 莫尔莱1981年－2019年 | 莫尔莱1981年－2019年 | 莫尔莱1981年－2019年 | 莫尔莱1981年－2019年 |
| 月份                 | 1月                  | 2月                  | 3月                  | 4月                  | 5月                  | 6月                  | 7月                  | 8月                  | 9月                  | 10月                 | 11月                 | 12月                 | 全年                 |
| -------------------- | -------------------- | -------------------- | -------------------- | -------------------- | -------------------- | -------------------- | -------------------- | -------------------- | -------------------- | -------------------- | -------------------- | -------------------- | -------------------- |
| 历史最高温 °C（°F）  | 17 (63)              | 21.3 (70.3)          | 25 (77)              | 26.7 (80.1)          | 29.6 (85.3)          | 32.4 (90.3)          | 34.5 (94.1)          | 33.8 (92.8)          | 29.7 (85.5)          | 28.3 (82.9)          | 21 (70)              | 19 (66)              | 34.5 (94.1)          |
| 平均高温 °C（°F）    | 8.8 (47.8)           | 8.8 (47.8)           | 11 (52)              | 12.9 (55.2)          | 15.8 (60.4)          | 18.3 (64.9)          | 20.3 (68.5)          | 20.3 (68.5)          | 19 (66)              | 15.5 (59.9)          | 11.7 (53.1)          | 9.5 (49.1)           | 14.3 (57.7)          |
| 日均气温 °C（°F）    | 6.5 (43.7)           | 6.3 (43.3)           | 8.1 (46.6)           | 9.4 (48.9)           | 12.3 (54.1)          | 14.6 (58.3)          | 16.6 (61.9)          | 16.6 (61.9)          | 15.3 (59.5)          | 12.5 (54.5)          | 9.2 (48.6)           | 7.1 (44.8)           | 11.2 (52.2)          |
| 平均低温 °C（°F）    | 4.3 (39.7)           | 3.8 (38.8)           | 5.3 (41.5)           | 5.9 (42.6)           | 8.8 (47.8)           | 11.1 (52.0)          | 13 (55)              | 13 (55)              | 11.7 (53.1)          | 9.6 (49.3)           | 6.7 (44.1)           | 4.8 (40.6)           | 8.2 (46.8)           |
| 历史最低温 °C（°F）  | −9.1 (15.6)          | −6.9 (19.6)          | −4 (25)              | −1.4 (29.5)          | −1 (30)              | 2.8 (37.0)           | 7 (45)               | 1 (34)               | 0 (32)               | 0.6 (33.1)           | −7 (19)              | −6 (21)              | −9.1 (15.6)          |
| 平均降水量 mm（）    | 96.7 (3.81)          | 78.2 (3.08)          | 62.3 (2.45)          | 53 (2.1)             | 42.8 (1.69)          | 33 (1.3)             | 35.9 (1.41)          | 37.5 (1.48)          | 43.8 (1.72)          | 70.4 (2.77)          | 81.2 (3.20)          | 73.8 (2.91)          | 708.7 (27.90)        |
| 月均日照時數         | 59                   | 67.2                 | 112.3                | 123.2                | 114.7                | 200.8                | 172.7                | 187.1                | 125.5                | 103.9                | 57.6                 | 69.4                 | 1,393.4              |
| 来源：infoclimat.fr  |                      |                      |                      |                      |                      |                      |                      |                      |                      |                      |                      |                      |                      |

## 行政区划
莫尔莱是法国布列塔尼大区菲尼斯泰尔省的一个市镇，编号为29151，它也是菲尼斯泰尔省的一个副省会。莫尔莱下辖莫尔莱区，管理莫尔莱县，同时也是莫尔莱城市圈公共社区的办公驻地。
法国国家统计与经济研究所（简称）在进行数据统计时，将莫尔莱及相邻的另外3个市镇设为莫尔莱城市核心区，并将包括核心区在内的周边共11个市镇划为莫尔莱城市区。同时，还将莫尔莱市镇分为了7个“块区”（IRIS），以便于统计人口分布情况。

## 交通

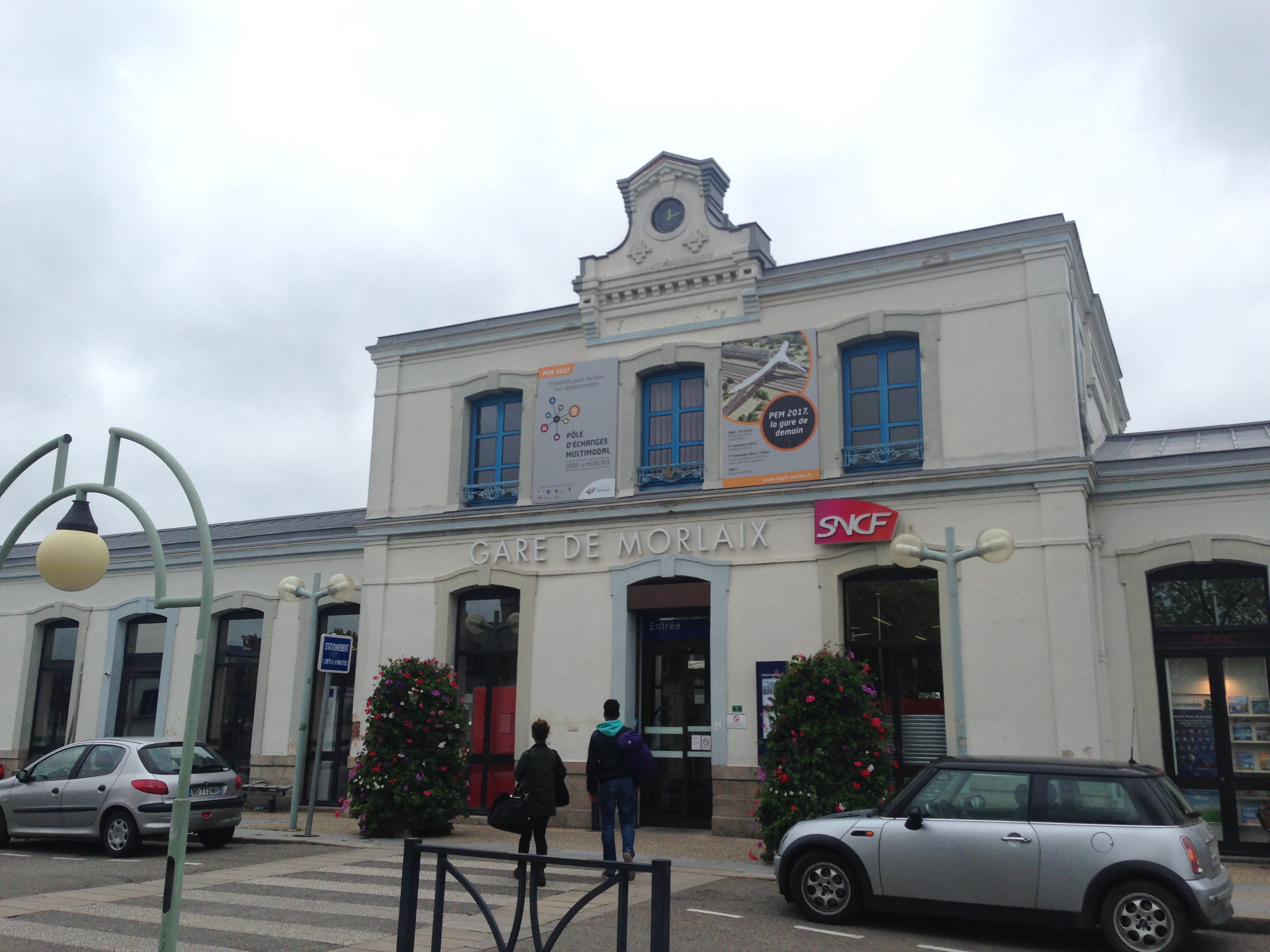
莫尔莱火车站

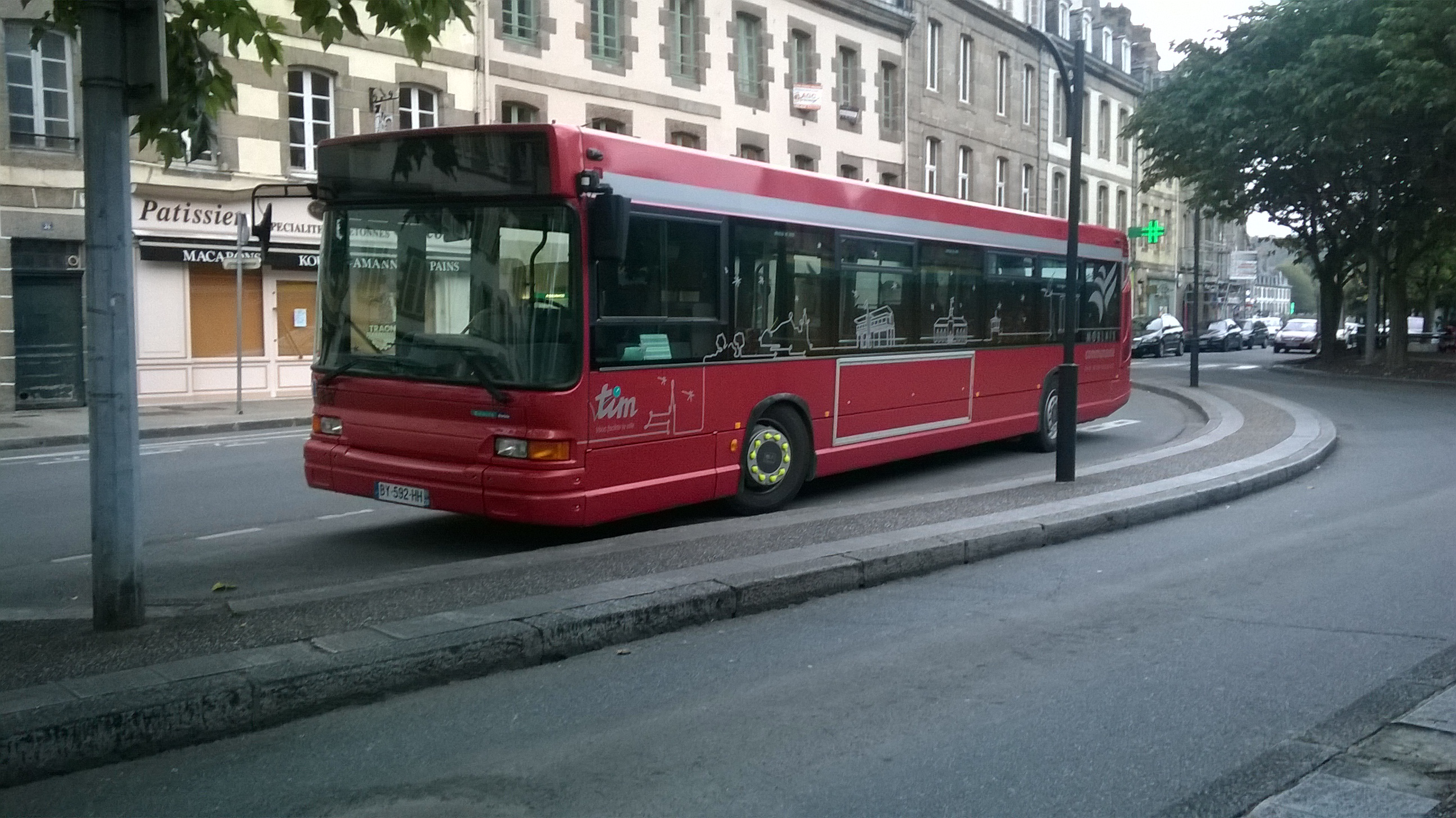
莫尔莱街头的一辆公共汽车

### 公路
法国国道N12线和多条菲尼斯泰尔省省道在莫尔莱境内交汇，布列塔尼大区公共交通下辖的客运线路可前往卡赖、坎佩尔、罗斯科夫等地，并有校车线路可前往周边部分市镇。
2017年，60.6%的莫尔莱家庭拥有至少一辆的私人汽车。2018年，莫尔莱境内共发生各类交通事故11起，造成19人受伤。

### 铁路
莫尔莱位于巴黎－布雷斯特铁路上，另有莫尔莱－罗斯科夫铁路在此交汇，后者已于2018年因塌方而关闭。莫尔莱站位于市区西北部，该站每天停靠2至3班往返于巴黎和布雷斯特之间的高速列车，此外还停靠雷恩和布雷斯特一线的区域列车。

### 航空
莫尔莱普卢让机场位于莫尔莱市镇范围内，距离市中心大约5公里，是一个区域性的航空站，供商务包机及救援使用。
距离莫尔莱最近的民用航空站为布雷斯特机场，距离莫尔莱市中心的公路里程约49公里。

### 水运
莫尔莱河市区段是一个综合性的船坞，供小型船只停靠。

### 城市公共交通
莫尔莱城市公共交通（商业名称为，2018年以前称为）是当地的城市公共交通系统，截至2020年9月，该系统共包含3条市区公交线路（按照字母编号）和4条郊区线路（按照阿拉伯数字编号），而省级城际客运巴士在莫尔莱境内亦被认作是当地城市公共交通的一部分。

## 政治

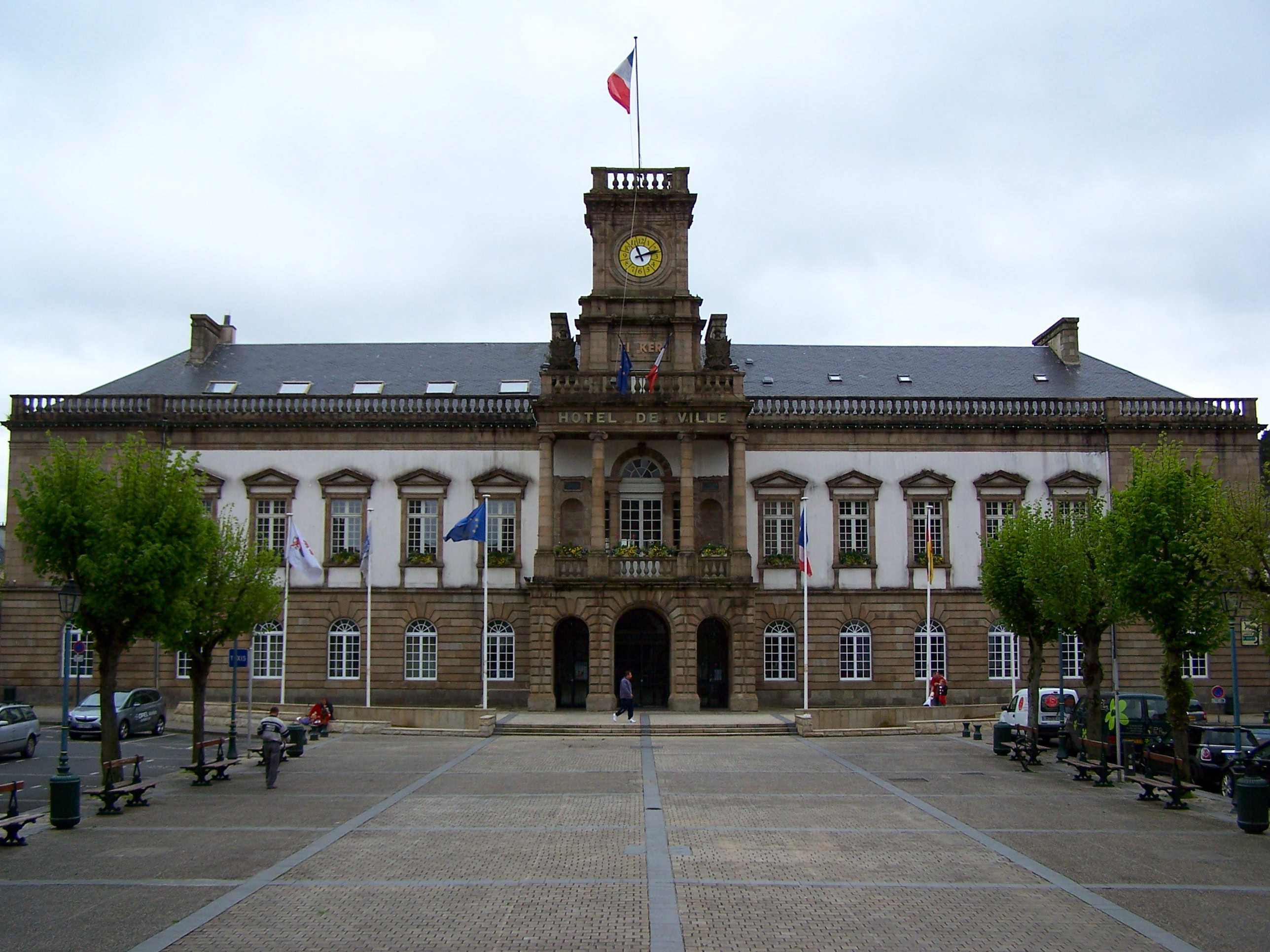
莫尔莱市政厅

莫尔莱的现任市长为让-保罗·韦尔莫先生（Jean-Paul Vermot），他是社会党的一名成员，在2020年的市政选举中获得了54.95%的支持率。
在2017年的法国总统大选中，法国第25任总统埃马纽埃尔·马克龙在莫尔莱获得了83.5%的支持率。
| 莫尔莱历届市长 |                     |                                    |
| 任期           | 市长                | 党派                               |
| 1945年－1947年 | 朱尔·伊波利特·马松  | SFIO工人国际法国支部               |
| 1947年－1971年 | 让·勒迪克           | MRP人民共和运动 →DVG左翼无党派人士 |
| 1971年－1989年 | 让-雅克·克莱阿克    | PS社会党                           |
| 1989年－1995年 | 阿尔诺·卡赞多南克坦 | UDF法国民主联盟                    |
| 1995年－1997年 | 玛丽利丝·勒布朗许   | PS社会党                           |
| 1997年－2008年 | 米歇尔·勒戈夫       | PS社会党                           |
| 2008年－2020年 | 阿妮耶丝·勒布朗     | UMP人民运动联盟 →LR共和黨          |
| 2020年－       | 让-保罗·韦尔莫      | PS社会党                           |

## 人口
2017年，莫尔莱市镇人口数量为14,559，在法国排名第662位。其中男性6,992人，女性7,567人，75岁及以上人口占9.2%，外籍人口数量为4,227人，人口密度为587人/平方公里，当地居民被称为（男性）或（女性）。2018年，莫尔莱境内出生118人，死亡人口198人。
| 年份   | 1936   | 1946   | 1954   | 1962   | 1968   | 1975   | 1982   | 1990   | 1999   | 2006   | 2011   | 2016   | 2017   |
| ------ | ------ | ------ | ------ | ------ | ------ | ------ | ------ | ------ | ------ | ------ | ------ | ------ | ------ |
| 人口數 | 13,944 | 15,121 | 15,037 | 18,866 | 19,919 | 19,237 | 18,348 | 16,701 | 15,990 | 15,695 | 15,549 | 14,721 | 14,559 |

## 经济
莫尔莱是一个区域性的中心城市，当地共有各类用人单位2,437家，平均历史为17年，行政、医疗及社会服务是当地的主要就业岗位类型。

## 财政收入
2018年，莫尔莱的财政收入总额为22,607,800欧元，财政支出总额为20,874,400欧元，当年的债务总额为11,497,000欧元。
2014年，莫尔莱的人均收入总额为2,401欧元，其中高职人员为3,912欧元，普通职员为1,789欧元。
2017年，莫尔莱境内的青壮年（15至64岁）失业率为21.2%，当地34.9%的家庭拥有纳税资格。

## 社会事务

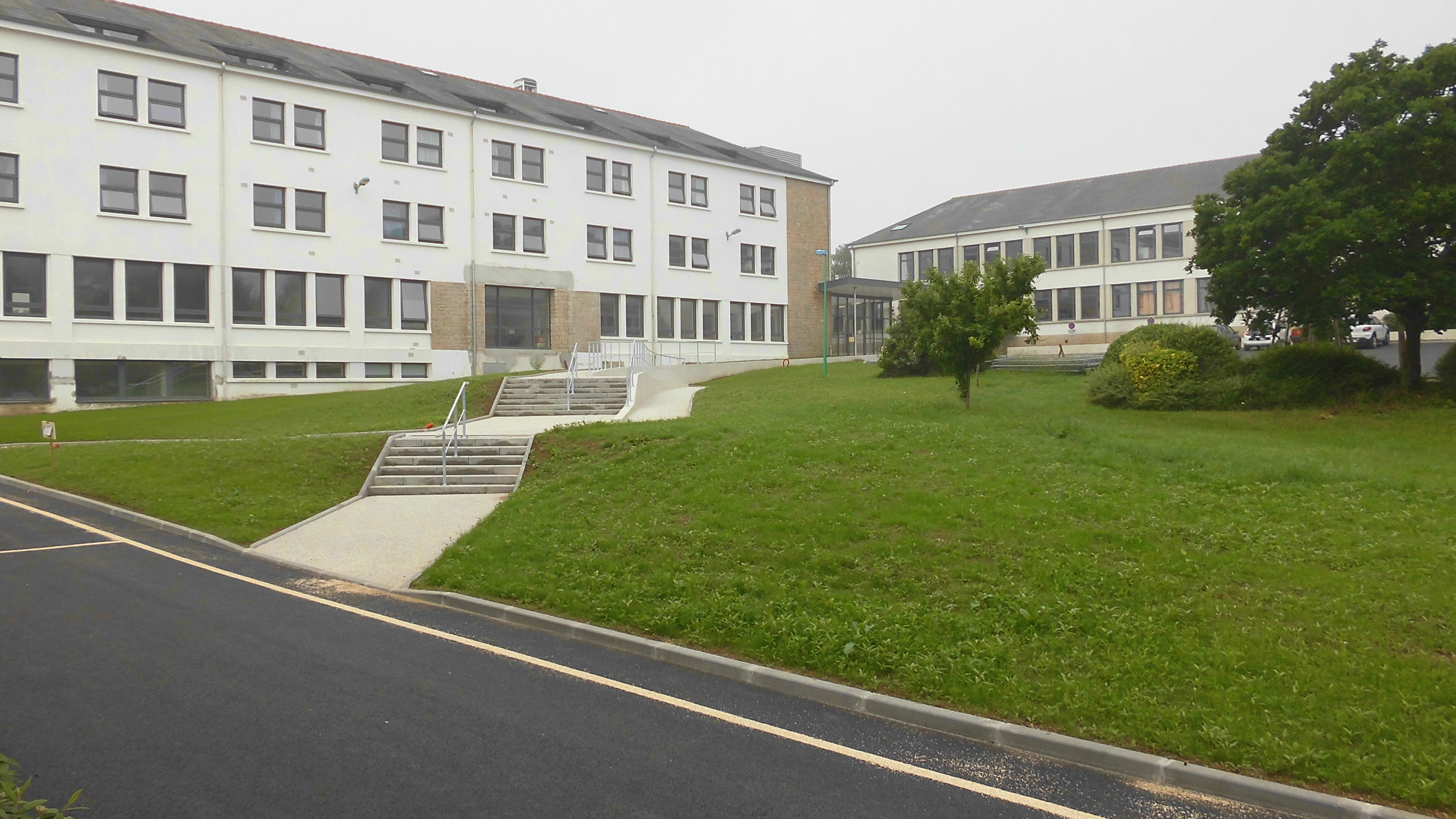
莫尔莱的一处农业高级中学

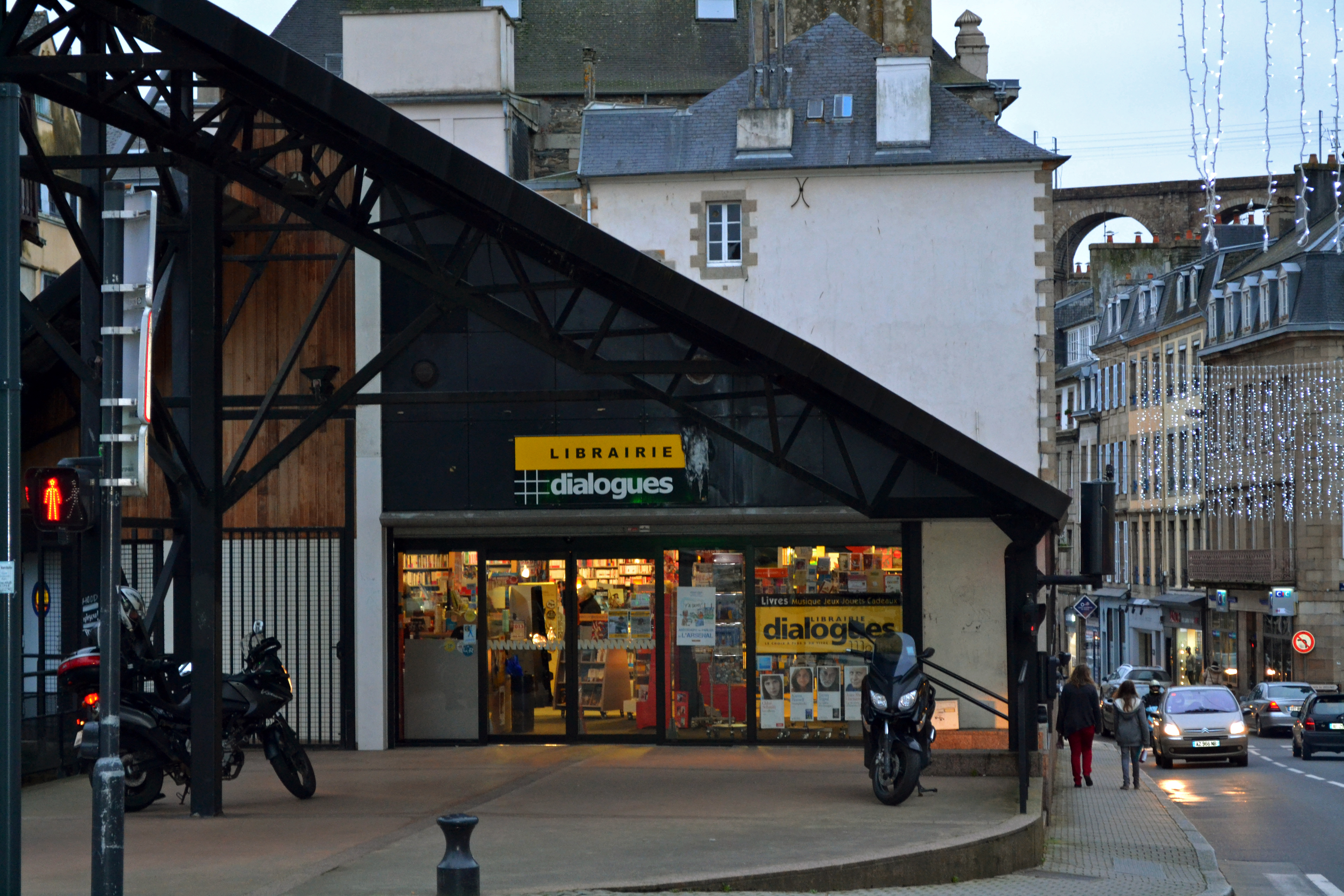
莫尔莱市区的一处书店

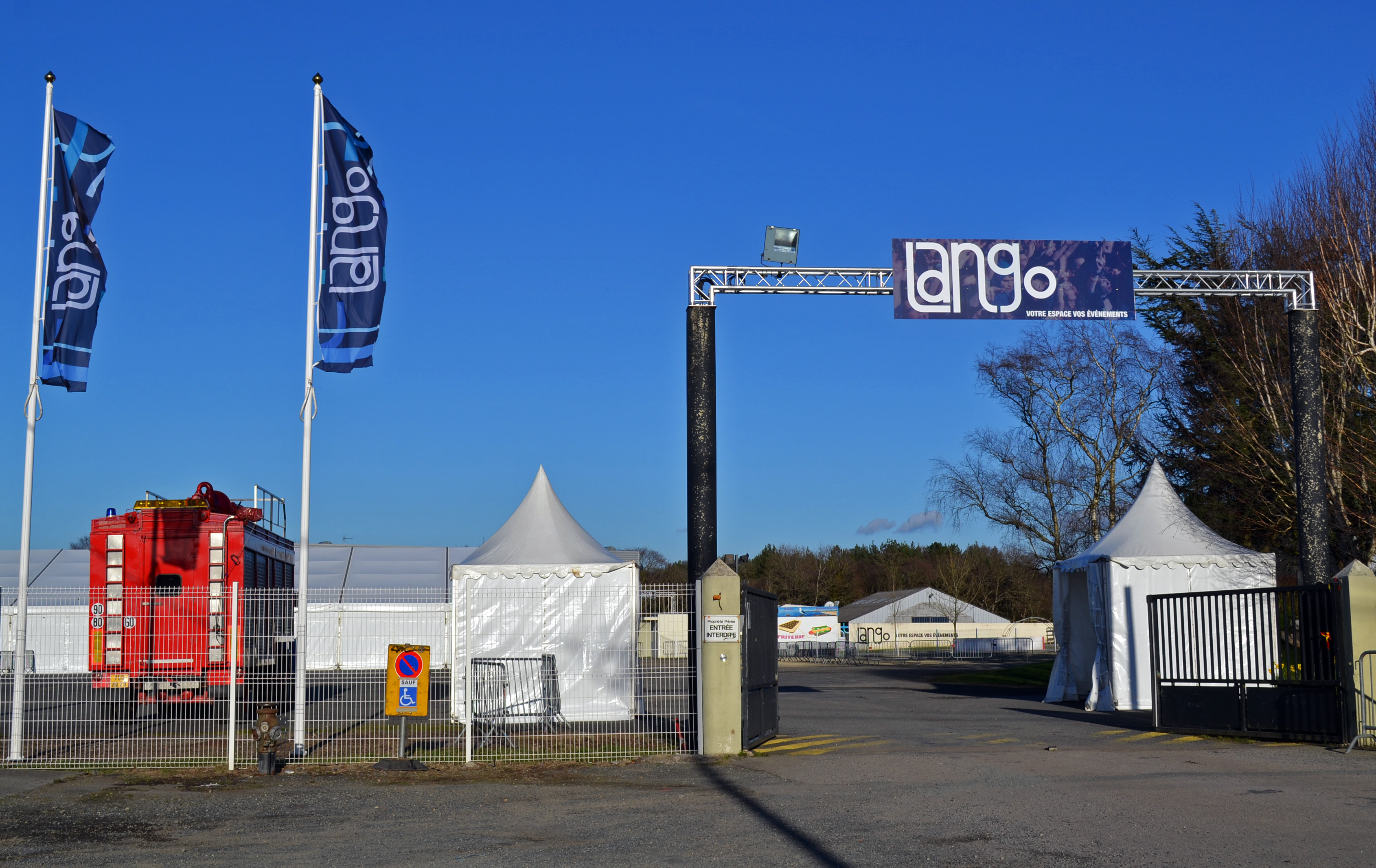
莫尔莱会展公园

### 教育
莫尔莱属于雷恩学区。截止2019年1月1日，莫尔莱境内共有10所小学、4所初级中学、2所普通高中、2所农业高中和2所职业高中。2018至2019学年度，莫尔莱境内共有在校中小学生2,632名。

### 医疗
截止2019年1月1日，莫尔莱境内共有全科医生16名、保健师20名、牙医15名、护士42名、耳科医生3名、眼科医生6名、皮肤科医生5名、助产士1名、儿科医生2名和妇科医生2名。境内共有药房10家、养老院2家、残疾人帮扶中心4家。
莫尔莱中心医院，全名为“莫尔莱地区中心医院”（Centre Hospitalier des Pays de Morlaix），其位于莫尔莱市区，设有床位1,172个，是当地规模最大的公立综合性医院。

### 住房
2017年，莫尔莱境内共有各类住房9,808套，其中79.2%为常住房屋。集中式居民区零星分布在市区西南部。

### 商业
2018年，莫尔莱境内共有各类商铺1,089家，其中餐饮服务类407家。市区东北部建有大型开放式商业街区。

### 体育
2019年，莫尔莱境内共有1家游泳池、3间健身房、2座综合体育场、8处网球场、1处马术场、8处足球或橄榄球场以及2处篮球或排球场。
莫尔莱体育俱乐部（SC Morlaix）是当地的一支足球队，2020至2021赛季参加布列塔尼大区足球联赛。

### 环境
莫尔莱的环境事务由其所属的公共社区负责。2018年，莫尔莱境内暂无污染企业。

### 治安
2014年，莫尔莱及附近地区共发生各类案件1,092起，其中盗窃类案件691起，经济类案件78起，毒品交易类案件132起。

## 文化
2019年，莫尔莱境内共有3家剧场、2家电影院和1家博物馆。莫尔莱市政府提供多媒体中心，向公众全年开放。

### 建筑
莫尔莱境内有多处法国国家文物保护单位，其中莫尔莱高架桥、莫尔莱美术博物馆等为当地的代表性建筑物。

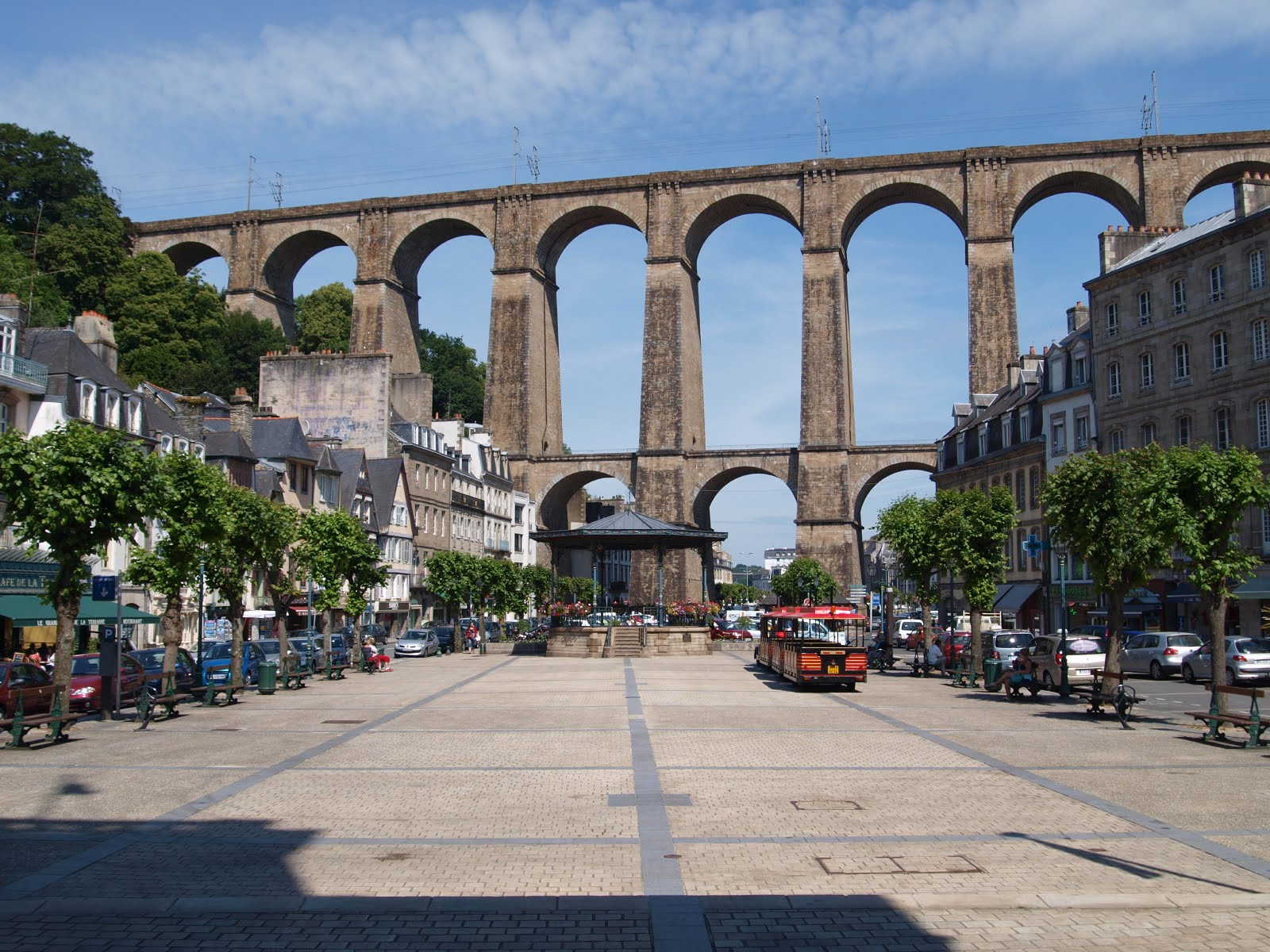
莫尔莱高架桥（法语：Viaduc de Morlaix）
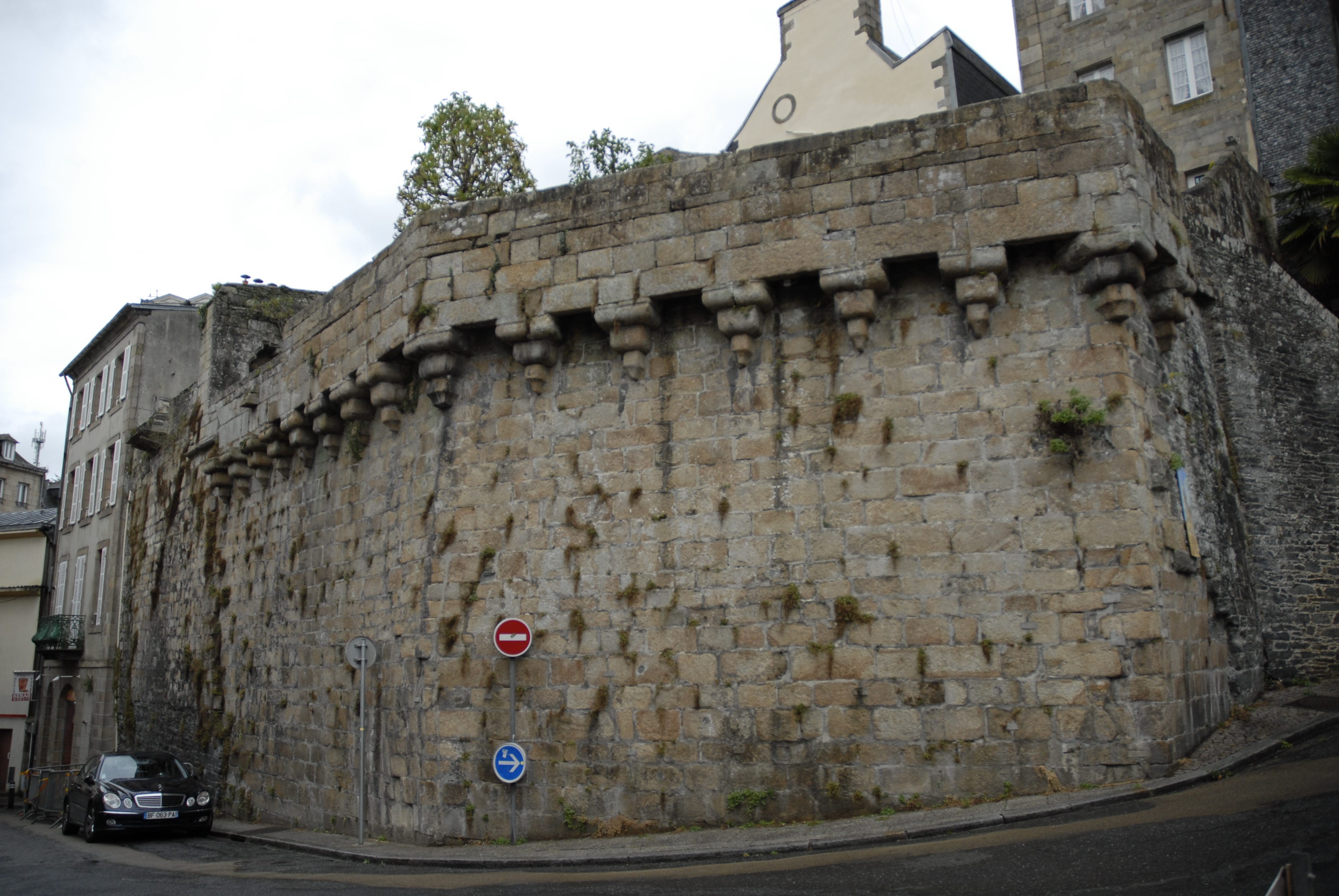
莫尔莱城墙旧址
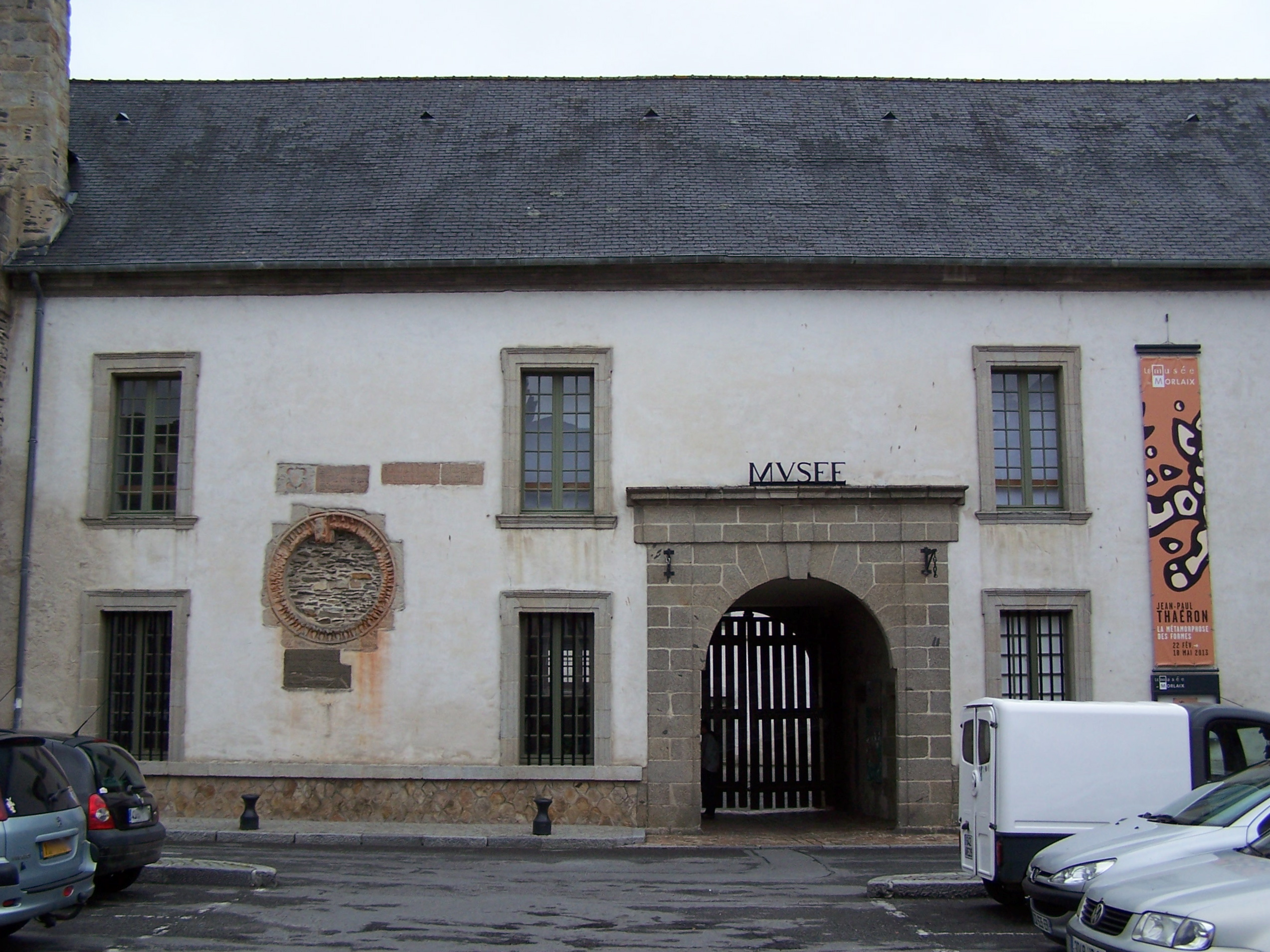
莫尔莱美术博物馆（法语：Musée des Beaux-Arts de Morlaix）
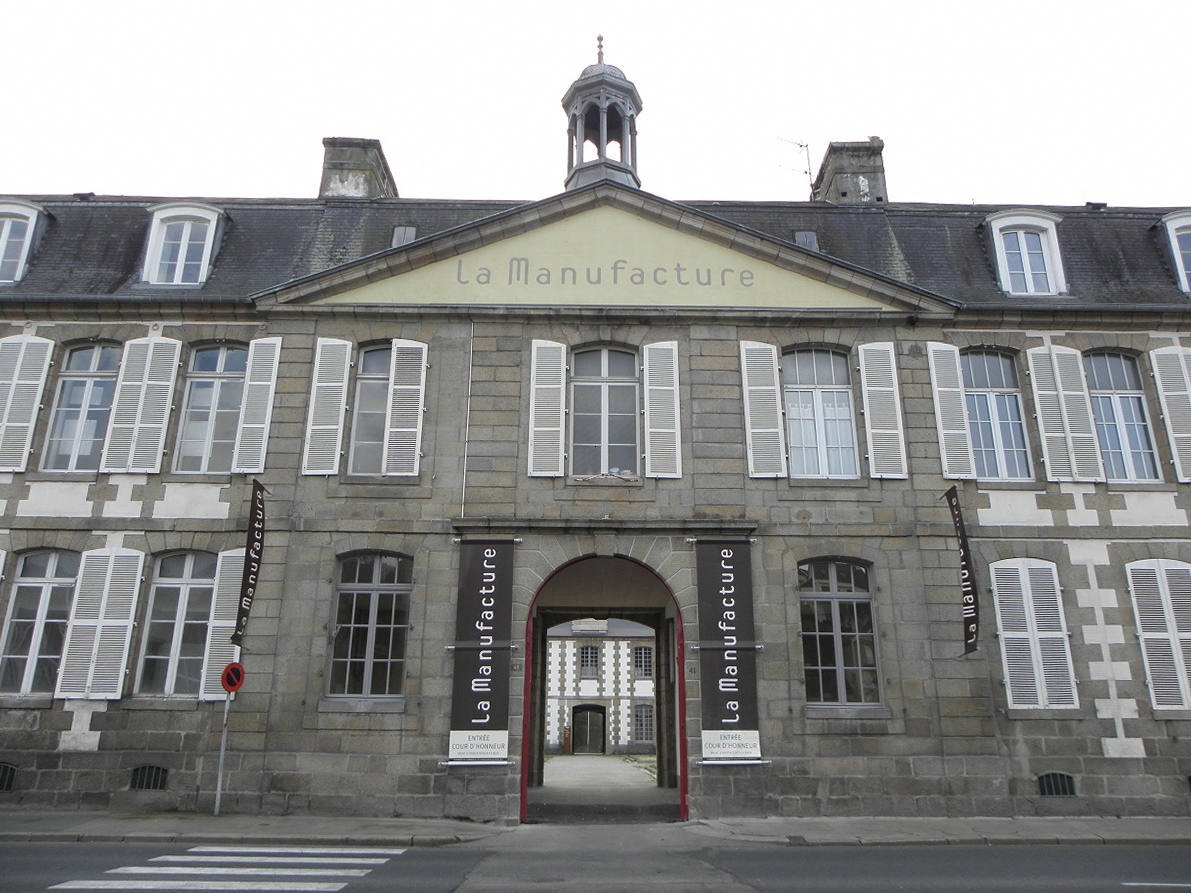
莫尔莱烟草手工厂（法语：Manufacture des tabacs de Morlaix）
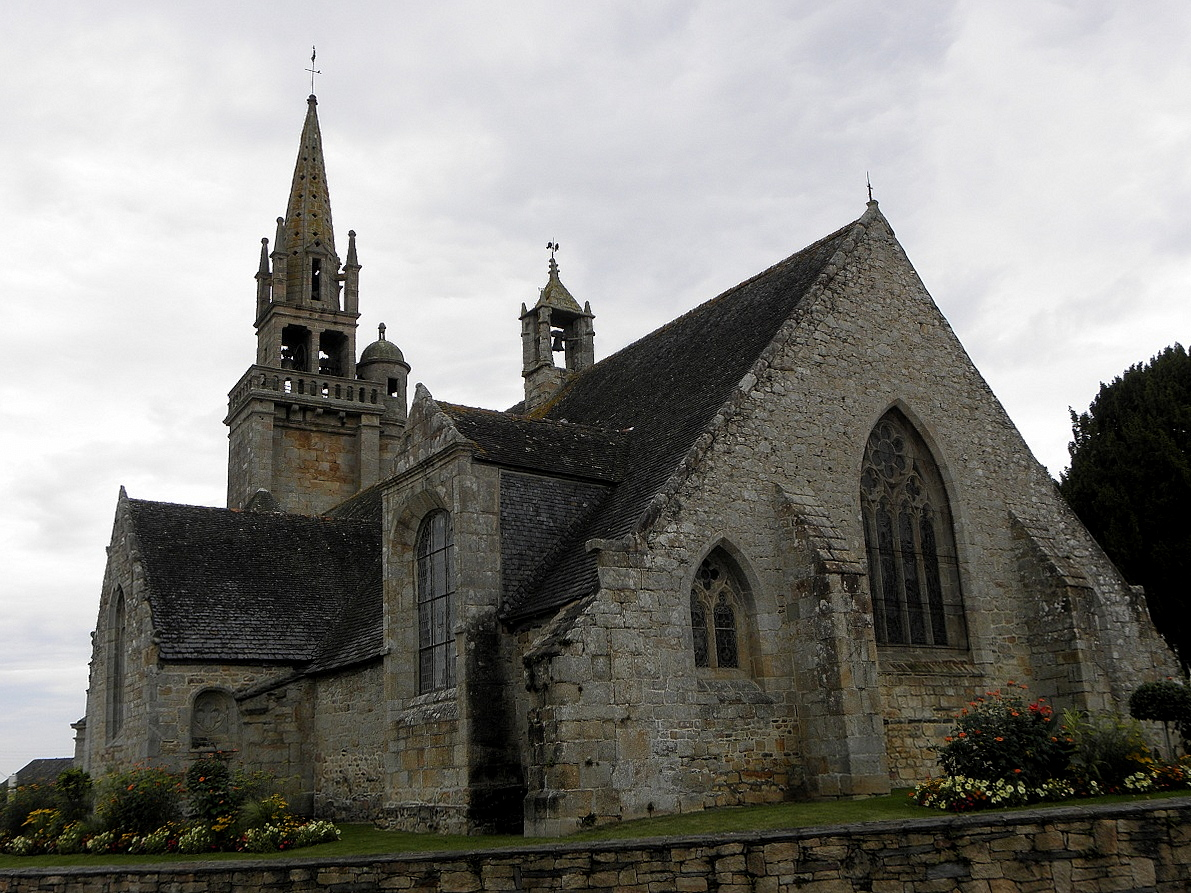
普卢让圣母教堂（法语：Église Notre-Dame de Ploujean (Morlaix)）
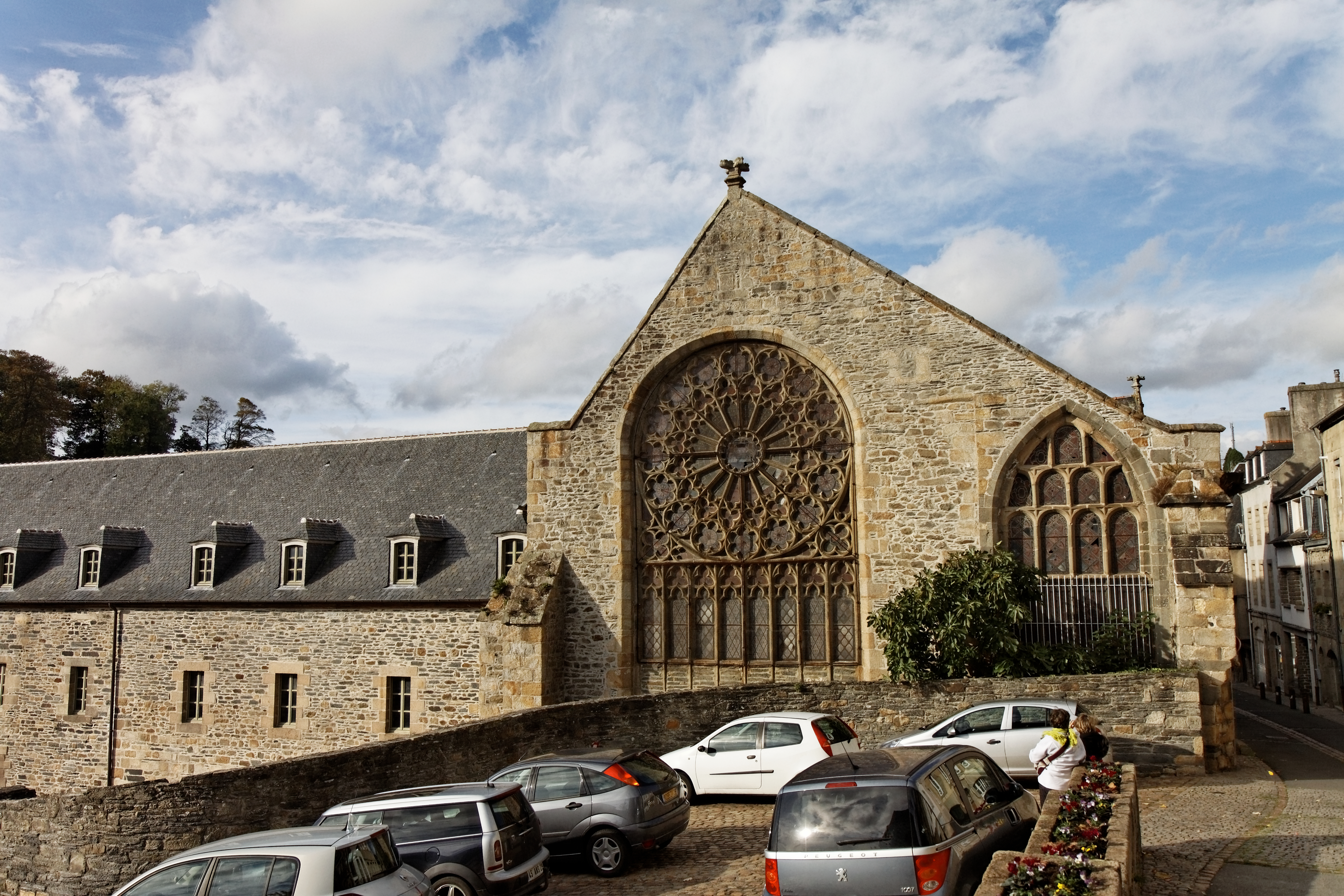
雅各宾派会址

### 旅游
莫尔莱的旅游事务由其所属的公共社区负责。2020年，莫尔莱境内共有6家宾馆共计181间房间。

### 媒体
法国主要的媒体均可在莫尔莱接收，法国电视三台下属的布列塔尼大区频道在部分时段播出莫尔莱所属区域的地方新闻。

## 相关人物
法国作家埃米尔·苏韦斯特尔、小提琴家儒勒·布胥里、文学家米歇尔·莫尔特和政治家亨利·罗尔-唐吉出生于莫尔莱。
逝世于莫尔莱的重要人物则包括法国画家保羅·塞律西埃和莫尔莱高架桥的设计师维克多·费努。

## 友好城市
截至2020年9月，莫尔莱共与五座城市互为友好城市关系：
- 德国 维尔瑟伦
- 英格兰 特魯羅
- 布吉納法索 雷奥（法语：Réo）
- 波蘭 海乌姆
- 義大利 奇维达泰卡穆诺